# خورخي دوبكوفسكي
خورخي دوبكوفسكي (بالإنجليزية: Jorge Dubcovsky)‏ هو عالم وراثة نبات وعالم أحياء بجامعة كاليفورنيا، ديفيس. وهو محقق في معهد هوارد هيوز الطبي. يركز بحث دوبكوفسكي على جينوم القمح. في عام 2013، انتخب عضوا في الأكاديمية الوطنية للعلوم. في عام 2014، فاز دوبكوفسكي بجائزة وولف في الزراعة جنبًا إلى جنب مع ليف أندرسون.